# جبل ثوم (الظهار)

تعديل مصدري - تعديل

جبل ثوم محلة تابعة لقرية ذي عامرة، التابعة لعزلة انامر بمديرية الظهار إحدى مديريات محافظة إب في الجمهورية اليمنية.، بلغ تعداد سكانها 80 حسب تعداد اليمن لعام 2004.